# ヌーメノン
「ヌーメノン」（希: νοούμενoν、noumenon）、あるいは、その複数形の「ヌーメナ」（希: νοούμενα、noumena）とは、ギリシャ語の「ヌース」（希: νους, nous、精神）に由来する、「考えられたもの」「仮想物」を意味する語。「フェノメノン」（phenomenon）や「フェノメナ」（phenomena）、すなわち「現象」と対照を成す語であり、ちょうどプラトンが言うところの「イデア」に相当する。
イマヌエル・カントの哲学においては、「物自体」とほぼ同義で用いられる。